# José María de Yermo y Parres
José María de Yermo y Parres (Jalmolonga, Malinalco, México, 10 de noviembre de 1851 - Puebla, México, 20 de septiembre de 1904) fue un sacerdote católico, beatificado por el papa Juan Pablo II el 6 de mayo de 1990 en la Basílica de Ntra. Sra. de Guadalupe en Ciudad de México y canonizado el 21 de mayo del 2000 en la Plaza de San Pedro en Roma.
Fue educado cristianamente por su padre y su tía Carmen, ya que su madre murió a los 50 días de su nacimiento. Desde muy joven, descubrió su vocación al sacerdocio. Después de realizar diversas tareas pastorales, en el año de 1885 fundó la congregación femenina de las “Siervas del Sagrado Corazón de Jesús y de los Pobres”.

## Biografía
José María nació en la Hacienda de Jalmolonga en el Estado de México, el 10 de noviembre de 1851. Fue hijo de Manuel de Yermo y Soviñas, abogado de profesión, y de María Josefa Parres, quien falleció a los 50 días de dar a luz a José María. Creció en un ambiente cristiano en la casa de su padre, con el cuidado de su tía Carmen. Desde joven sintió vocación a la vida sacerdotal.
Ingresó a la Congregación de los Paúles, donde fue influenciado por la vida de Vicente de Paul. Entró luego al Seminario de León, Guanajuato, México. El 24 de agosto de 1879 fue ordenado Sacerdote, en la Catedral de León. Al día siguiente, celebró su primera Misa, el recuerdo de ello estuvo unido a su compromiso religioso: “¡Mi primera Misa! ¡Qué dulce recuerdo trae a mi mente!", dedicándose con entusiasmo a su ministerio sacerdotal.

## Casas fundadas
En su vida (1851-1904) fundó escuelas, hospitales, casas de descanso para ancianos, orfanatos, una casa muy organizada para la regeneración de la mujer.
- 1885, León, Asilo del Sagrado Corazón, su primer Asilo para pobres
- 1888, Puebla, Asilo de ancianos
- 1890, Mérida, Escuela
- 1890, Teziutlán, Hospital
- 1894, Puebla, Misericordia Cristiana
- 1895, Tulancingo, Casa Hogar y Escuela
- 1895, Ocotlán, Casa Hogar y Escuela
- 1900, Córdoba, Casa Hogar y Escuela
- 1901, Guadalajara, Casa Hogar San Felipe
- 1901, Guadalajara, Casa Hogar La Luz
- 1901, Irapuato, Casa Hogar y Escuela
- 1904, Chihuahua, Talleres para Obreras
- 1904, Carichí, Escuela

## Muerte y canonización
Poco antes de su muerte, acontecida el 20 de septiembre de 1904 en la ciudad de Puebla de los Ángeles, llevó a su familia religiosa a la difícil misión entre los indígenas tarahumaras del norte de México.
Su fama de santidad se extendió rápidamente en el pueblo de Dios que se dirigía a él pidiendo su intercesión.
Fue beatificado por el papa Juan Pablo II el 6 de mayo de 1990 en la Basílica de Ntra. Sra. de Guadalupe en la Ciudad de México.
Fue canonizado en Roma el 21 de mayo de 2000.